# Ітен Сеп'юран
Ітен Сеп'юран (13 травня 2000 , Глен-Еллін, Іллінойс ) — американський ковзаняр, олімпійський медаліст.

## Олімпійські ігри
| Рік  | Місто        | 5000 метрів | Командне переслідування |
| ---- | ------------ | ----------- | ----------------------- |
| 2022 | Пекін, Китай | 17          | 3                       |